# HD70060
HD70060 — хімічно пекулярна зоря спектрального класу A4, що має видиму зоряну величину в смузі V приблизно  4,4.
Вона  розташована на відстані близько 93,0 світлових років від Сонця.

## Фізичні характеристики
Зоря HD70060 обертається 
досить швидко 
навколо своєї осі. Проєкція її екваторіальної швидкості на промінь зору становить  Vsin(i)=113км/сек.